# Strycksele
Strycksele is een plaats in de gemeente Vindeln in het landschap Västerbotten en de provincie Västerbottens län in Zweden. De plaats heeft 100 inwoners (2005) en een oppervlakte van 31 hectare. De plaats ligt aan de rivier de Vindelälven.

## Verkeer en vervoer
Bij de plaats loopt de Länsväg 363.